# تشارلز إس. لويس
تشارلز إس. لويس (بالإنجليزية: Charles S. Lewis) هو قاضي ومحامي وسياسي أمريكي، ولد في 26 فبراير 1821 في الولايات المتحدة، وتوفي بنفس المكان في 22 يناير 1878. حزبياً، نشط في الحزب الديمقراطي. انتخب عضو مجلس نواب الولايات المتحدة عن ولاية فرجينيا وانتخب عضو مجلس النواب الأمريكي.